# Ralliement pour l’Unité et la Démocratie
Die Ralliement pour l’Unité et la Démocratie (auf Kinyarwanda Urunana Rw'abaharanira Ubumwe na Demokarasi, englisch Rally for Unity and Democracy, deutsch Sammlung für Einheit und Demokratie; kurz RUD) ist eine Hutu-Rebellengruppe, die im Osten der Demokratischen Republik Kongo operiert.

## Geschichte
Sie spaltete sich 2005 von den Forces Démocratiques de la Libération du Rwanda (FDLR) ab und gibt sich seitdem als moderater Gegenpol, der eine Auslieferung der mutmaßlichen Kriegsverbrecher der FDLR an Ruanda fordert. Bei der Abspaltung hatte die RUD etwa 300 bis 400 Menschen unter Waffen. Im Mai 2008 ließen sich die Truppen der RUC im Rahmen des Entwaffnungsprogramms der MONUC freiwillig entwaffnen; die Führer der Organisation stimmten einer Rückführung nach Ruanda zu.
Mitarbeiter der Vereinten Nationen warfen der RUC in einem Bericht 2009 wie auch den übrigen FDLR-Splittergruppen den Einsatz von Kindersoldaten vor.
Die Gruppe wird derzeit (Oktober 2010) von Félicien Kanyamibwa als Exekutivsekretär geführt und hat ihr Hauptquartier in den USA.